# Teorema de Descartes
|  | Per a altres significats, vegeu «Teorema de Descartes (desambiguació)». |

En geometria, el teorema de Descartes estableix que si quatre circumferències són mútuament tangents, els radis de les circumferències compleixen una determinada equació quadràtica. Resolent aquesta equació, es pot construir una quarta circumferència tangent a tres de donades, mútuament tangents entre elles. El teorema duu el nom de René Descartes, que el va anunciar el 1643.

## Història
Els problemes geomètrics que involucren circumferències tangents han estat estudiats durant mil·lennis. A l'antiga Grècia del segle iii aC, Apol·loni de Perge dedicà un llibre sencer a aquest tema.
René Descartes tractà el problema breument el 1643, en una carta a la princesa Elisabet del Palatinat. Trobà essencialment la mateixa solució que la donada a l'equació (1) més avall, així que posà el seu nom al teorema. El 1886, R. Lachlan estengué el teorema a esferes en un espai tridimensional.
Frederick Soddy redescobrí l'equació el 1936 i presentà el resultat en forma de poema a la revista Nature (20 de juny de 1936). El poema, escrit en anglès, es titulava The Kiss Precise (El bes precís) i Soddy hi utilitzava la metàfora del bes per a descriure dues circumferències tangents. Encara de vegades es fa servir el terme circumferències de Soddy per referir-se a les circumferències del problema. Soddy també estengué el teorema a esferes i Thorold Gosset el generalitzà a dimensió arbitrària.

## Enunciat

Circumferències tangents. Donades tres circumferències mútuament tangents (negre), quin radi ha de tenir una quarta circumferència tangent? En general hi ha dues respostes possibles (roig).

La manera més simple d'enunciar el teorema de Descartes és utilitzant la curvatura de les circumferències. La curvatura d'una circumferència és, per definició, k = ±1/r, on r n'és el radi. Com més gran és la circumferència, més petita és la magnitud de la seva curvatura, i viceversa.
El signe positiu a k = ±1/r correspon a una circumferència tangent exteriorment a altres circumferències, com les tres circumferències negres a la imatge. Per una circumferència tangent internament com la circumferència vermella més gran, que circumscriu altres circumferències, s'aplica el signe negatiu.
Si quatre circumferències són tangents entre elles en sis punts diferents i les circumferències tenen curvatures ki (per i = 1, ..., 4), el teorema de Descartes estableix que:

| {\displaystyle (k_{1}+k_{2}+k_{3}+k_{4})^{2}=2\,(k_{1}^{2}+k_{2}^{2}+k_{3}^{2}+k_{4}^{2}).} | \| \| \| \| \| \| \| \| | (1) |
|                                                                                             |                         |     |
|                                                                                             |                         |     |
Quan es vol trobar el radi d'una quarta circumferència tangent a tres circumferències mútuament tangents donades, és millor reescriure l'equació de la forma:

| {\displaystyle k_{4}=k_{1}+k_{2}+k_{3}\pm 2{\sqrt {k_{1}k_{2}+k_{2}k_{3}+k_{3}k_{1}}}.\,} | \| \| \| \| \| \| \| \| | (2) |
|                                                                                           |                         |     |
|                                                                                           |                         |     |
El símbol ± reflecteix el fet que en general hi ha dues solucions. Tret del cas degenerat en què hi ha una recta, una solució és positiva i l'altra pot ser positiva o negativa; si és negativa, representa una circumferència que circumscriu les tres primeres (com es mostra en el diagrama de més amunt).
Altres criteris, segons el problema, poden fer que se seleccioni una circumferència resolutòria o l'altra.

## Casos especials

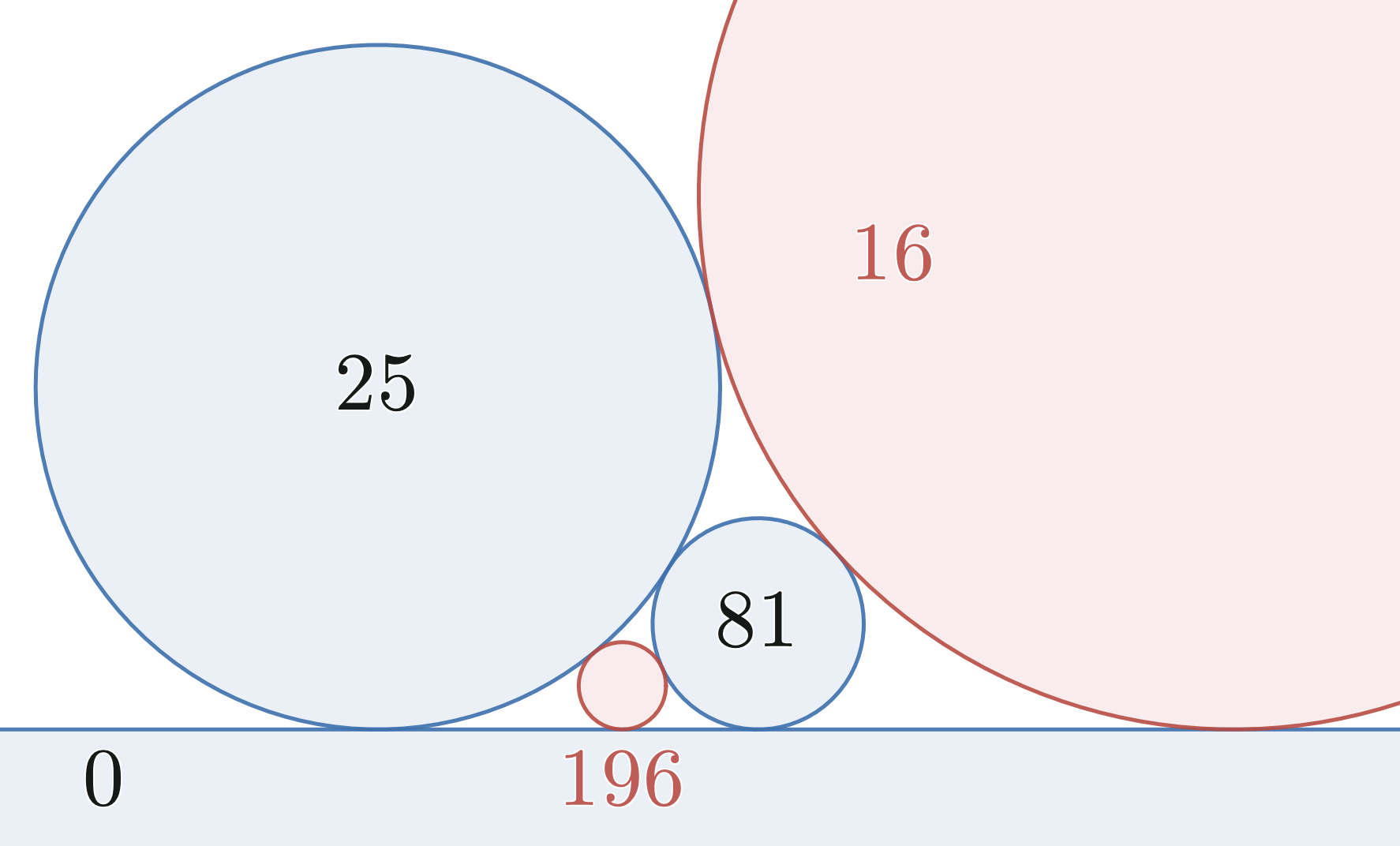
Una de les circumferències és substituïda per una recta de curvatura zero. El teorema de Descartes se segueix complint.

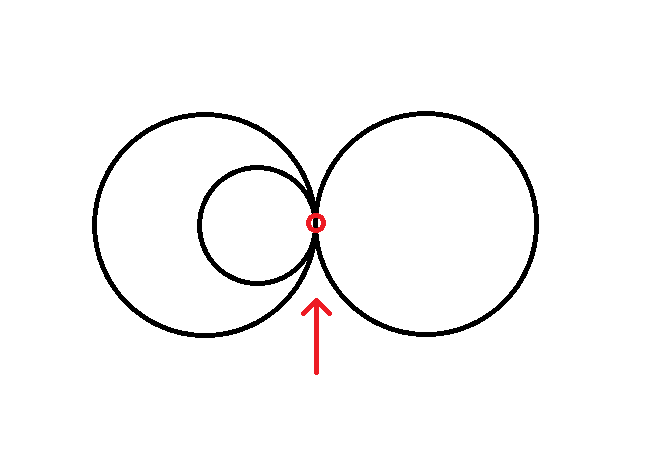
Aquí, com que les tres circumferències són tangents mútuament al mateix punt, no es pot aplicar el teorema de Descartes.

Si una de les tres circumferències és substituïda per una recta, llavors una ki, per exemple k₃, és zero i desapareix de l'equació (1). En aquest cas, l'equació (2) queda força més simple:

| {\displaystyle k_{4}=k_{1}+k_{2}\pm 2{\sqrt {k_{1}k_{2}}}.} | \| \| \| \| \| \| \| \| | (3) |
|                                                             |                         |     |
|                                                             |                         |     |
Si se substitueixen dues circumferències per rectes, la tangència entre les dues circumferències substituïdes es converteix en paral·lelisme entre les dues rectes. Perquè les quatre línies segueixin sent mútuament tangents, les altres dues circumferències han de ser congruents. En aquest cas, amb k₂ = k₃ = 0, l'equació (2) es redueix a la igualtat trivial:
{\displaystyle \displaystyle k_{4}=k_{1}.}
No és possible substituir tres circumferències per rectes, ja que no és possible que tres rectes i una circumferència siguin mútuament tangents.
El teorema de Descartes no es pot aplicar quan les quatre circumferències són tangents entre elles al mateix punt.
Un altre cas especial és quan les ki són quadrats,
{\displaystyle (v^{2}+x^{2}+y^{2}+z^{2})^{2}=2\,(v^{4}+x^{4}+y^{4}+z^{4})}
Euler demostrà que això és equivalent a tres ternes pitagòriques simultànies,
{\displaystyle (2vx)^{2}+(2yz)^{2}=\,(v^{2}+x^{2}-y^{2}-z^{2})^{2}}
{\displaystyle (2vy)^{2}+(2xz)^{2}=\,(v^{2}-x^{2}+y^{2}-z^{2})^{2}}
{\displaystyle (2vz)^{2}+(2xy)^{2}=\,(v^{2}-x^{2}-y^{2}+z^{2})^{2}}
i se'n pot donar una solució paramètrica. Quan es pren el signe negatiu d'una curvatura,
{\displaystyle (-v^{2}+x^{2}+y^{2}+z^{2})^{2}=2\,(v^{4}+x^{4}+y^{4}+z^{4})}
es pot trobar la solució
{\displaystyle [v,x,y,z]=\,[2(ab-cd)(ab+cd),(a^{2}+b^{2}+c^{2}+d^{2})(a^{2}-b^{2}+c^{2}-d^{2}),2(ac-bd)(a^{2}+c^{2}),2(ac-bd)(b^{2}+d^{2})]}
on
{\displaystyle a^{4}+b^{4}=\,c^{4}+d^{4}}
I aquesta és una equació les solucions paramètriques de la qual són conegudes.

## Teorema de Descartes complex
Per determinar completament una circumferència, no només se n'ha de conèixer el radi (o la curvatura), sinó que també el centre. L'equació necessària s'expressa més clarament si les coordenades (x, y) s'interpreten com un nombre complex z = x + iy. L'equació que queda és similar a la del teorema de Descartes i per això s'anomena teorema de Descartes complex.
Donades quatre circumferències amb curvatures ki i centres zi (per i = 1...4), es compleix, a més de l'equació (1), la igualtat següent:

| {\displaystyle (k_{1}z_{1}+k_{2}z_{2}+k_{3}z_{3}+k_{4}z_{4})^{2}=2\,(k_{1}^{2}z_{1}^{2}+k_{2}^{2}z_{2}^{2}+k_{3}^{2}z_{3}^{2}+k_{4}^{2}z_{4}^{2}).} | \| \| \| \| \| \| \| \| | (4) |
| |                         |     |
| |                         |     |
Una vegada s'ha trobat k₄ mitjançant l'equació (2), es pot procedir calculant z₄ reescrivint l'equació (4) d'una forma similar a l'equació (2):
{\displaystyle z_{4}={\frac {z_{1}k_{1}+z_{2}k_{2}+z_{3}k_{3}\pm 2{\sqrt {k_{1}k_{2}z_{1}z_{2}+k_{2}k_{3}z_{2}z_{3}+k_{1}k_{3}z_{1}z_{3}}}}{k_{4}}}.}
Altra vegada, en general hi ha dues solucions per z₄, corresponents a les dues solucions per k₄.

## Generalitzacions
La generalització a n dimensions és anomenada de vegades teorema de Soddy–Gosset, malgrat que fou demostrat per R. Lachlan el 1886. En un espai euclidià n-dimensional, el màxim d'(n − 1)-esferes mútuament tangents és de n + 2. Per exemple, a l'espai tridimensional hi poden haver fins a cinc esferes mútuament tangents. Les curvatures de les hiperesferes satisfan
{\displaystyle \left(\sum _{i=1}^{n+2}k_{i}\right)^{2}=n\,\sum _{i=1}^{n+2}k_{i}^{2}}
amb el cas ki = 0 corresponent a un hiperplà, en analogia exacta amb la versió bidimensional del teorema.
Malgrat que no existeix una versió tridimensional dels nombres complexos, la relació entre les posicions dels centres es pot expressar com a equació matricial, que també es generalitza a n dimensions.